# Glasna
Glasna je slovenska glasbena revija, ki jo od februarja 2010 izdaja Zveza glasbene mladine Slovenije. Izhaja štirikrat na leto.

## Predhodniki revije
- Muska (1996–2009)
- GM. Glasbena mladina (1970–1996)

Nekateri ustvarjalci nekdanje revije Muska izdajajo spletni portal Nova muska.

## Naklada
V osemdesetih letih je bila naklada do petnajst tisoč izvodov, leta 2012 pa okoli tisoč.